# Mapou Yanga-Mbiwa
Mapou Yanga-Mbiwa (* 15. Mai 1989 in Bangui, Zentralafrikanische Republik) ist ein französisch-zentralafrikanischer Fußballspieler.

## Karriere

### Im Verein
Yanga-Mbiwa wurde in Bangui, der Hauptstadt der Zentralafrikanischen Republik, geboren, wuchs jedoch in der südfranzösischen Gemeinde Port-de-Bouc nahe Marseille auf. 2005 schloss er sich der Jugendabteilung des HSC Montpellier an.
Bereits in der Saison 2006/07 spielte er am 23. Februar 2007 im Spiel gegen SC Bastia erstmals für die erste Mannschaft in der Ligue 2. Blieb es diese Saison noch bei dem einen Einsatz, so wurde er in der folgenden Spielzeit in 34 Partien eingesetzt und avancierte im Laufe der Saison zum Stammspieler. Am 12. Mai 2008 erzielte er gegen den FC Gueugnon auch seinen ersten Treffer. In der Saison 2008/09 spielte er weiter regelmäßig und erreichte mit seinem Klub den zweiten Platz, der den Aufstieg in die Ligue 1 bedeutete. Insgesamt spielte er 64 Mal (2 Tore) für Montpellier in der zweiten Liga.
Sein Erstliga-Debüt gab er dann am ersten Spieltag der Folgesaison 2009/10 beim 1:1-Unentschieden gegen Paris Saint-Germain. Zu Beginn der Saison 2010/11 feierte er auch seinen Einstand auf dem internationalen Parkett, als er in den beiden Spielen der 3. Qualifikationsrunde für die Europa League gegen den ungarischen Vertreter Győri ETO FC zum Einsatz kam; dieses Duell verlor Montpellier jedoch im Elfmeterschießen. Auch in der Liga lief es nicht gut und Montpellier stieg als Tabellenvierzehnter fast ab. In der folgenden Saison bestritt er 34 Spiele zusammen mit Hilton in der Innenverteidigung und war somit wesentlich am überraschenden Gewinn der französischen Meisterschaft beteiligt.
In der Saison 2012/13 spielte Yanga-Mbiwa erstmals in der UEFA Champions League. Er kam in allen sechs Gruppenspielen zum Einsatz. Erstmals am 18. September 2012 gegen den FC Arsenal. Mit nur zwei Punkten schied Montpellier jedoch bereits nach der Vorrunde aus.
Am 23. Januar 2013 wechselte Yanga-Mbiwa in die Premier League zu Newcastle United. Er unterschrieb einen Vertrag mit Laufzeit bis zum 30. Juni 2018. Zum 1. September 2014 wurde Yanga-Mbiwa für die Dauer von einem Jahr an die AS Rom ausgeliehen. Im Januar 2015 gaben Rom und Newcastle bekannt, dass Yanga-Mbiwa wegen der Erfüllung einer Vertragsoption endgültig zur AS Rom gewechselt ist. Am 25. Mai 2015 schoss er sein einziges Tor für den Verein im Stadtderby gegen Lazio Rom. Dieser 1:2-Siegtreffer am vorletzten Spieltag ermöglichte es seinem Verein, das Rennen mit den Stadtrivalen um den 2. Platz, und damit die direkte Champions-League-Qualifikation, für sich zu entscheiden. Obwohl er wenige Wochen später den Verein verließ, ist er immer noch für dieses Tor in Rom bekannt.
Am 15. August 2015 schloss er sich Olympique Lyon an. Insgesamt bestritt er 54 Ligaspiele sowie 3 Pokal-, 1 Superpokal-, 2 Ligapokal- und 12 Europapokalspiele für Lyon. Dabei stand er am 29. November 2017 das letzte Mal auf dem Platz. Dazu kommen 9 Spiele zwischen 2017 und 2020 für die 2. Mannschaft. Zum Ende der aufgrund der COVID-19-Pandemie vorzeitig abgebrochenen Saison 2019/20 endete sein Vertrag. Seitdem ist Yanga-Mbiwa ohne Verein.

### In der Nationalmannschaft
Yanga-Mbiwa spielte in acht Partien für die französische U-21-Nationalmannschaft. Sein Debüt gab er am 12. August 2010 in der Qualifikation für die U-21-Europameisterschaft 2011 gegen Belgien. Seinen einzigen Treffer erzielte er am 7. September 2010 beim 2:0-Sieg über Malta.
Im Mai 2012 benannte ihn Nationaltrainer Laurent Blanc für das vorläufige, allerdings dann nicht für das endgültige französische A-Aufgebot zur Europameisterschaft. Am 15. August 2012 debütierte Yanga-Mbiwa schließlich im Spiel gegen Uruguay in der französischen Nationalmannschaft.

## Titel und Erfolge
- Französischer Meister: 2012